# 1988年ソウルオリンピックのスリナム選手団
1988年ソウルオリンピックのスリナム選手団（1988ねんソウルオリンピックのスリナムせんしゅだん）は、1988年9月17日から10月2日にかけて韓国のソウルで開催された1988年ソウルオリンピックのスリナム選手団、およびその競技結果。

## 概要
今大会は金メダル1個を獲得した。
競泳男子100mバタフライでアンソニー・ネスティがアメリカのマット・ビオンディを破って金メダルを獲得し、スリナムにオリンピック初メダルをもたらした。

## メダル
| メダル | 選手名               | 競技 | 種目               |
| ------ | -------------------- | ---- | ------------------ |
| 金     | アンソニー・ネスティ | 競泳 | 男子100mバタフライ |